# Гайненский сельсовет
Гайненский сельсовет — административная единица на территории Логойского района Минской области Белоруссии.

## Состав
Гайненский сельсовет включает 38 населённых пунктов:
- Александрино — деревня.
- Антоновка — деревня.
- Беланы — деревня.
- Великие Укроповичи — деревня.
- Гайна — агрогородок.
- Громницы — деревня.
- Добренево — деревня.
- Домаши — деревня.
- Жирблевичи — деревня.
- Звериничи — деревня.
- Зеленый Сад — деревня.
- Козыри — деревня.
- Корень — агрогородок.
- Красный Бор — деревня.
- Кузевичи — деревня.
- Лищицы — деревня.
- Логоза — деревня.
- Лозки — деревня.
- Малиновка — деревня.
- Малые Укроповичи — деревня.
- Медухово — деревня.
- Михалковичи — деревня.
- Мурованка — деревня.
- Нарбутово — деревня.
- Новое Городище — деревня.
- Новое Житье — деревня.
- Новое Чернево — деревня.
- Прудки — деревня.
- Путилово — деревня.
- Ревячино — деревня.
- Родевичи — деревня.
- Селец — деревня.
- Селище — деревня.
- Слобода — деревня.
- Старое Городище — деревня.
- Старое Чернево — деревня.
- Сыроевщина — деревня.
- Терехи — деревня.

В 2013 году в связи с оптимизацией административно-территориального устройства Минской области в состав Гайненского сельсовета были включены все населённые пункты Логозинского сельсовета.

## Географическое положение
Гайненский сельсовет расположен в центральной части Логойского района. Расстояние до районного центра — Логойска — 11 км.

## Производственная сфера
- СХЦ «Гайна» РУП МТЗ
- СПК «Корень»
- Козырское лесничество
- АБЗ «ДРСУ-165»
- УП БКХП, подсобное хозяйство «Беланы»

## Социально-культурная сфера
- Образование: ГУО «Коренский учебно-педагогический комплекс детский сад-средняя общеобразовательная школа», ГУО «Гайненская средняя общеобразовательная школа», Гайненский детский сад
- Здравоохранение: Коренская врачебная амбулатория, Гайненский ФАП
- Культура: Гайненский и Коренский сельские Дома культуры,Гайненская и Коренская сельские библиотеки
- Гайненский социальный приют
- Филиал спортивной школы, в/ч № 30151 «М» д. Малиновка